# Geremia lamenta la distruzione di Gerusalemme
Geremia lamenta la distruzione di Gerusalemme è un dipinto a olio su tavola (58,3x46,6 cm) realizzato nel 1630 dal pittore Rembrandt Harmenszoon Van Rijn.
È conservato nel Rijksmuseum di Amsterdam.
L'opera è firmata e datata "RHL 1630".

## Descrizione
Il dipinto raffigura un anziano vestito riccamente seduto ai piedi di una roccia: sullo sfondo, una città viene distrutta da un incendio. Molte sono state le identificazioni del personaggio, tra le quali si ricordano anche quelle di Lot e di Anchise, ma l'ipotesi che presenta i maggiori elementi di conferma resta Geremia. Secondo il racconto biblico e quello di Giuseppe Flavio, il profeta si fermò nei pressi della città di Gerusalemme, assediata da Nabucodonosor. A confermare questa tesi, un uomo che fugge dall'incendio coprendosi gli occhi: risulterebbe essere il re Sedecia, catturato e accecato dai soldati di Nabucodonosor. Inoltre, Geremia ha vicino a sé alcuni oggetti preziosi, a lui donati da Nabucodonosor, secondo il racconto di Giuseppe Flavio.